# Golo Brdo, Bijeljina
Golo Brdo je naselje v občini Bijeljina, Bosna in Hercegovina. 

## Deli naselja
Golo Brdo.

## Prebivalstvo
| Pregled števila prebivalcev po letih | Pregled števila prebivalcev po letih | Pregled števila prebivalcev po letih | Pregled števila prebivalcev po letih | Pregled števila prebivalcev po letih | Pregled števila prebivalcev po letih |
| ------------------------------------ | ------------------------------------ | ------------------------------------ | ------------------------------------ | ------------------------------------ | ------------------------------------ |
| 1948                                 | 1953                                 | 1961                                 | 1971                                 | 1981                                 | 1991                                 |
| -                                    | -                                    | -                                    | 176                                  | 183                                  | 198                                  |

| Narodna sestava prebivalstva po letih                                                                                      | Narodna sestava prebivalstva po letih                                                                                      | Narodna sestava prebivalstva po letih                                                                                      |
| --- | --- | --- |
| 1971 | 1981 | 1991 |
| . skupaj: 176 Srbi 175 (99,43 %) Muslimani 1 (0,56 %) Hrvati 0 (0,00 %) Jugoslovani 0 (0,00 %) drugi in neznano 0 (0,00 %) | . skupaj: 183 Srbi 174 (95,08 %) Muslimani 1 (0,54 %) Hrvati 0 (0,00 %) Jugoslovani 8 (4,37 %) drugi in neznano 0 (0,00 %) | . skupaj: 198 Srbi 195 (98,48 %) Hrvati 1 (0,50 %) Muslimani 1 (0,50 %) Jugoslovani 1 (0,50 %) drugi in neznano 0 (0,00 %) |